# Resen (Macédoine du Nord)
Pour les articles homonymes, voir Resen (homonymie).
Resen (en macédonien : Ресен ) est une commune et une ville du sud-ouest de la Macédoine du Nord. Elle comptait 14 373 habitants en 2021 et s'étend sur 739 km2. La ville en elle-même comptait alors 7 904 habitants, le reste de la population étant réparti dans les villages alentour.
La commune est située sur la rive nord du lac Prespa et est à ce titre un centre touristique important. Resen est également connue pour son château, exemple architectural unique en Macédoine du Nord.

## Géographie

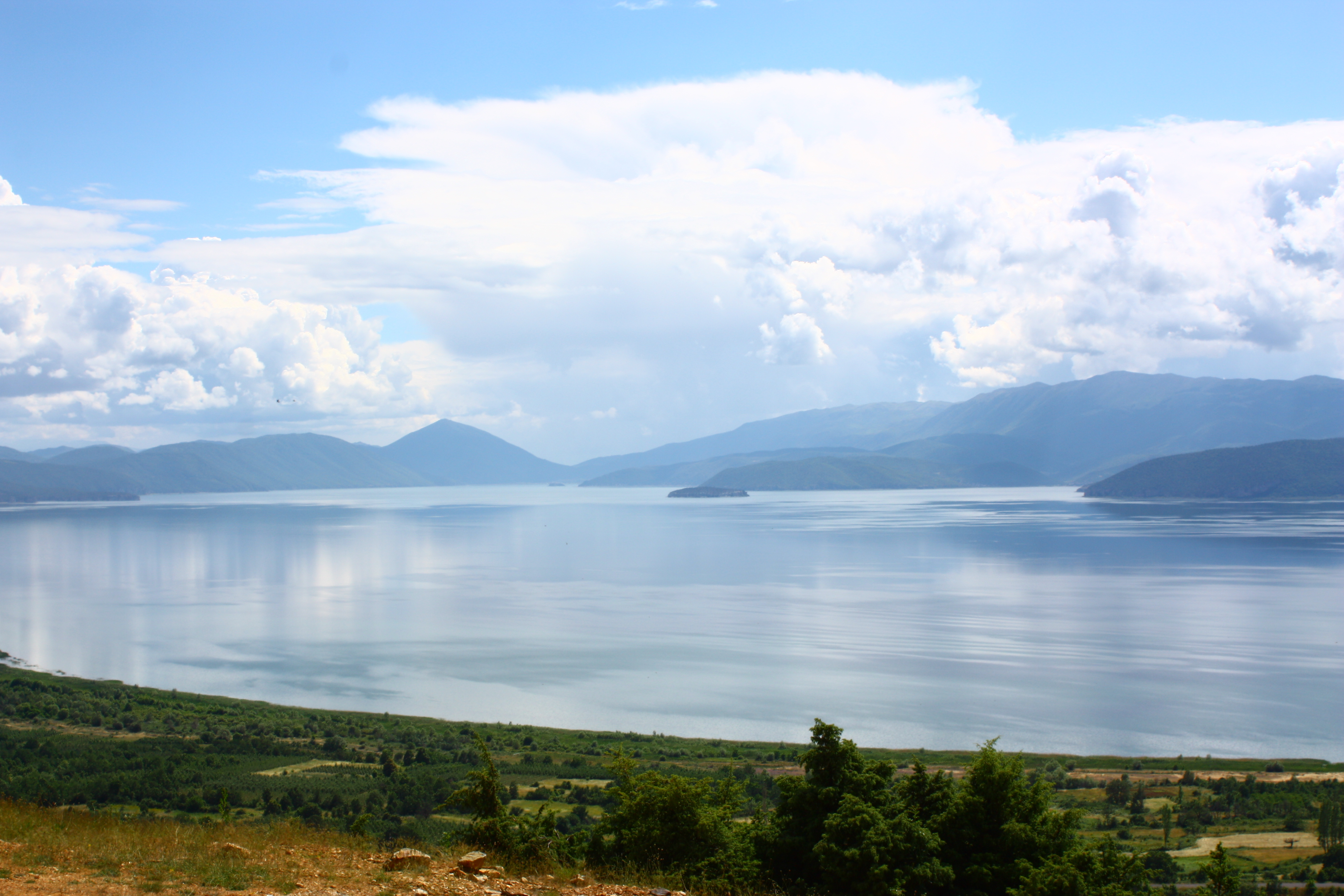
Le lac Prespa.

La commune de Resen est située dans la vallée du lac Prespa. Sa superficie de 739 km2 est divisée entre 562 km2 de terres et 177 km2 d'eau, qui appartiennent au lac. Le territoire de Resen est limitrophe de ceux des communes macédoniennes d'Ohrid, de Demir Hisar et de Bitola, et est limité au sud par la Grèce et l'Albanie, les deux pays avec lesquels elle partage le lac Prespa. Resen est incluse dans la région administrative de Pélagonie.
La commune comprend la ville de Resen ainsi que 44 villages, dont 39 sont habités à l'année. Ces villages sont Arvati, Asamati, Bolno, Braytchino, Volkoderi, Gorna Bela Tsrkva, Gorno Doupeni, Gorno Krouchiyé, Grntchari, Dolna Bela Tsrkva, Dolno Doupeni, Dolno Perovo, Drmeni, Evla, Ezerani, Zlatari, Izbichta, Ilino, Yankovets, Kozyak, Konysko, Krani, Kriveni, Kourbinovo, Lavtsi, Leva Reka, Leskoets, Lyouboyno, Nakolets, Otechevo, Petrino, Podmotchani, Pokrevnik, Prelyoubyé, Pretor, Raytcha, Slivnitsa, Sopotsko, Stenyé, Stipona, Tsarev Dvor, Chtrbovo et Chourlentsi.
La commune possède aussi l'île de Golem Grad, située dans le lac Prespa. Golem Grad est la seule île lacustre de la Macédoine du Nord. Le climat, semi-continental, est légèrement modifié par la présence du lac et par le passage de vents d'ouest méditerranéens. Les années sont généralement sèches et ensoleillées.

## Histoire

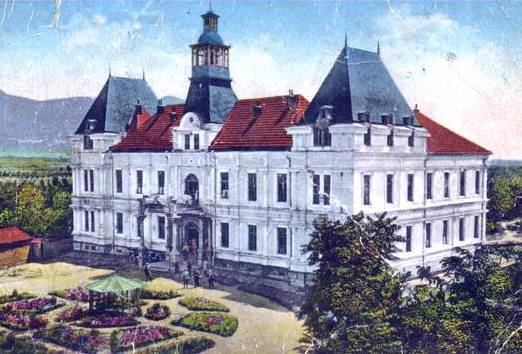
Le château sur une carte postale ancienne.

Le nom de la ville est Resen (Ресен) en macédonien, en bulgare et en serbo-croate. En turc, la ville est appelée Resne, en grec, Resna (Ρέσνα) et en albanais, Resnjë ou Resnja.
Resen pourrait être le site de l'ancienne cité illyrienne de Damastion. Plus tard, le territoire est traversé par la Via Egnatia, construite par les Romains à travers la péninsule balkanique.
Au Moyen Âge, la région du lac Prespa fait partie de l'Empire bulgare sous le règne de Samuel Ier. Après la Bataille de la Passe de Kleidion, des soldats bulgares qui avaient eu un œil crevé par les ennemis byzantins s'installent sur les rives du lac. Leur village est appelé Asamati par les Byzantins, nom qui signifie le village des gens à un œil. La région de Resen reste alors byzantine jusqu'à l'invasion ottomane au XIVe siècle.
Resen devient serbe en 1913 et suit ensuite le destin de la Yougoslavie avant l'indépendance de la Macédoine du Nord en 1991.

## Administration
La commune est administrée par un conseil municipal élu au suffrage universel tous les quatre ans. Il adopte les plans d'urbanisme, accorde les permis de construire, planifie le développement économique local, protège l'environnement, prend des initiatives culturelles et supervise l'enseignement primaire. Il compte 15 conseillers municipaux.
Le pouvoir exécutif est détenu par le maire, lui aussi élu au suffrage universel. Depuis 2021, le maire de Resen est Jovan Tozievski, membre de VMRO-DPMNE.

## Démographie
Lors du recensement de 2002, la commune comptait :
- Macédoniens : 12 943 (76,07 %)
- Albanais : 1 885 (9,13 %)
- Turcs : 1 766 (9,10 %)
- Roms : 113 (1,09 %)
- Serbes : 53 (0,44 %)
- Valaques : 13 (0,15 %)
- Bosniaques : 3 (0,01 %)
- Autres : 49 (0,32 %)

## Lieux et monuments
La commune est notamment connue pour les rives du lac Prespa et pour l'île de Golem Grad, surnommée « l'île aux Serpents ». Restée très sauvage, cette île est peuplée par de nombreux serpents et renferme plusieurs ruines antiques et médiévales.
Le Saraj, château inspiré du corps principal du château de Chenonceau, est une grande curiosité de la région. Il a été construit au début du XXe siècle par Ahmed Nyazi Bey, un des leaders des Jeunes-Turcs. Il abrite notamment une colonie de potiers, membre de l'Académie internationale de céramique de l'Unesco.

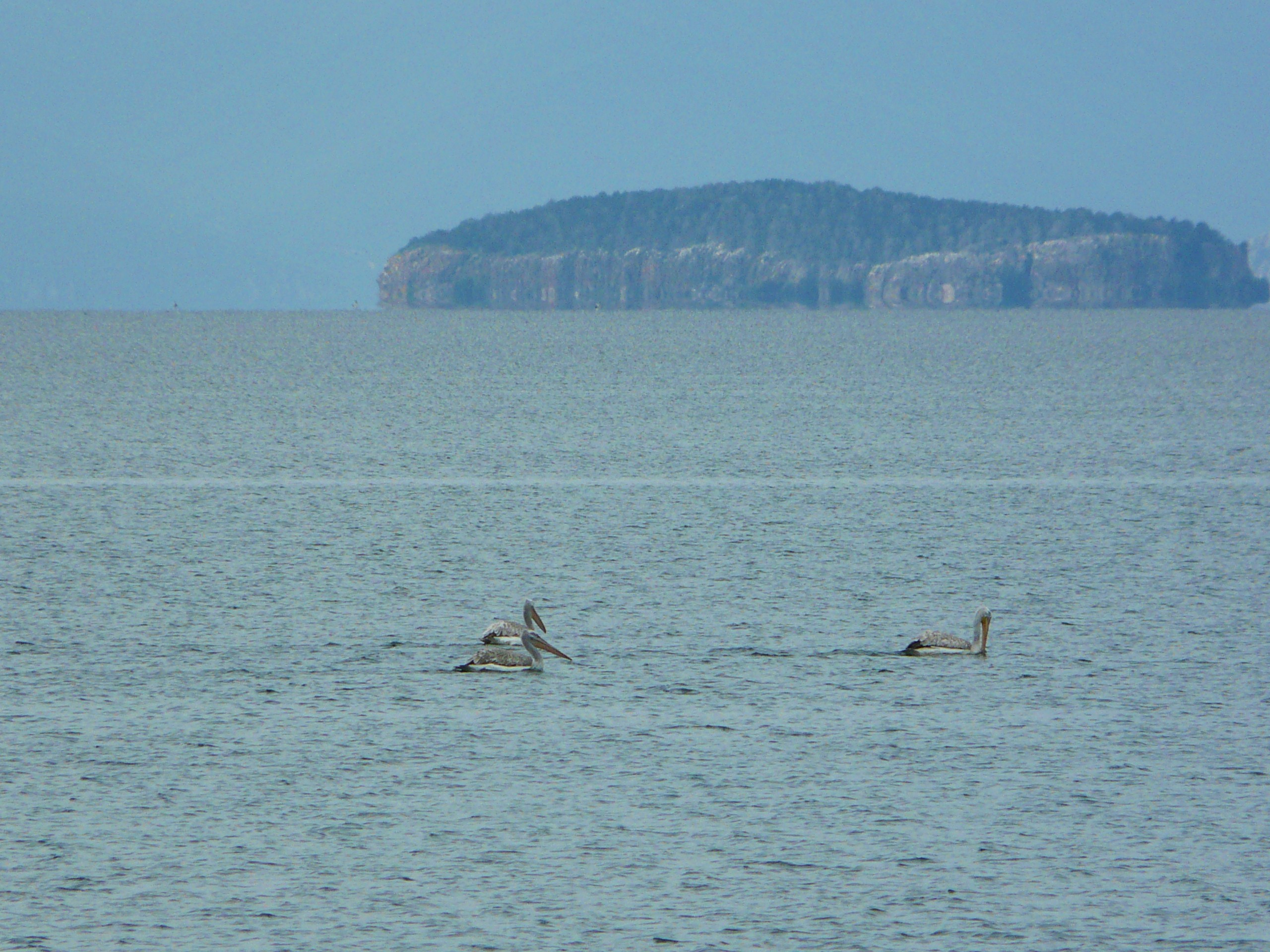
Des pélicans sur le Prespa et l'île de Golem Grad.
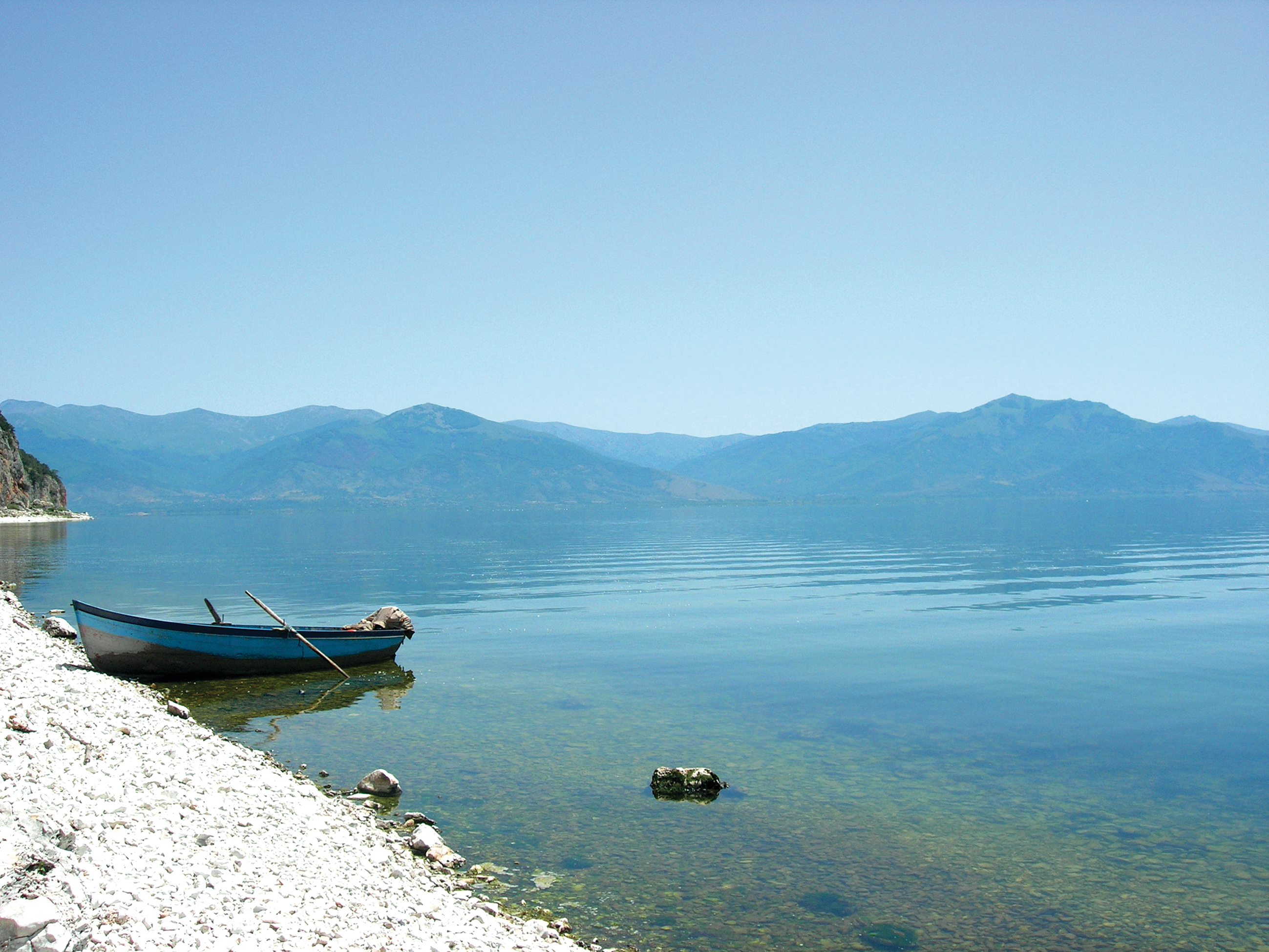
Rives du lac Prespa.
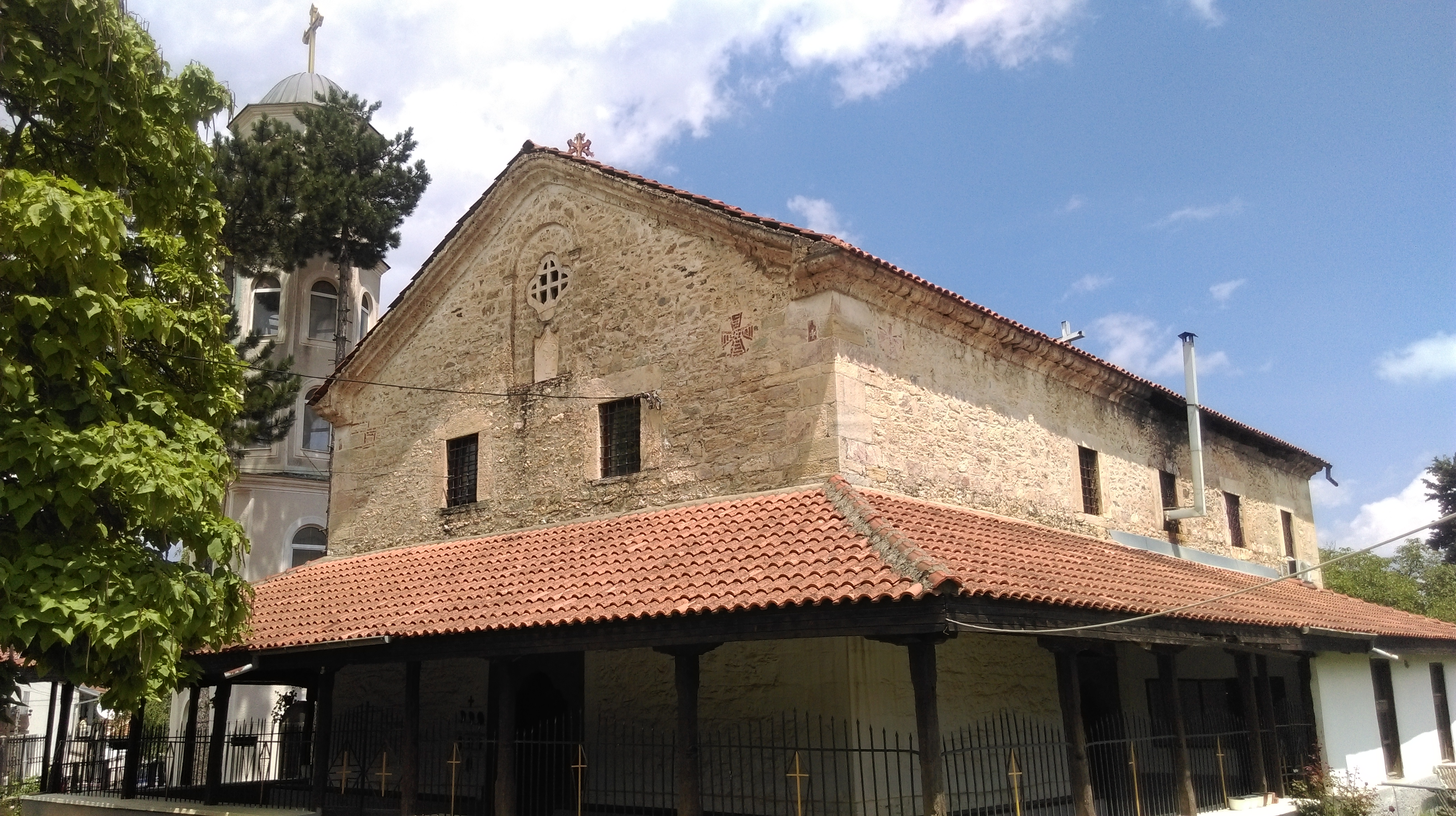
L'église Saint-Georges de Resen.
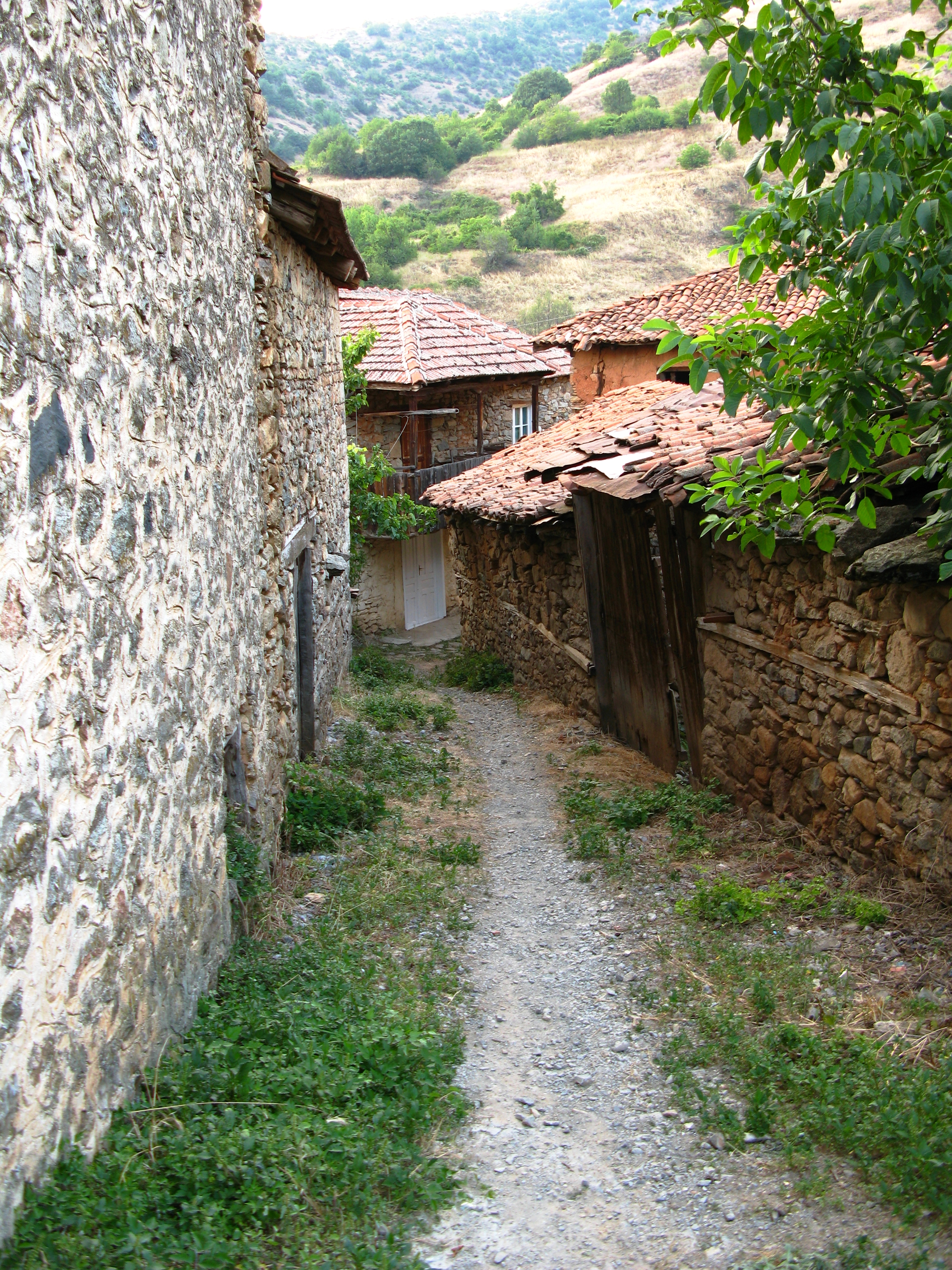
Village de Braytchino.
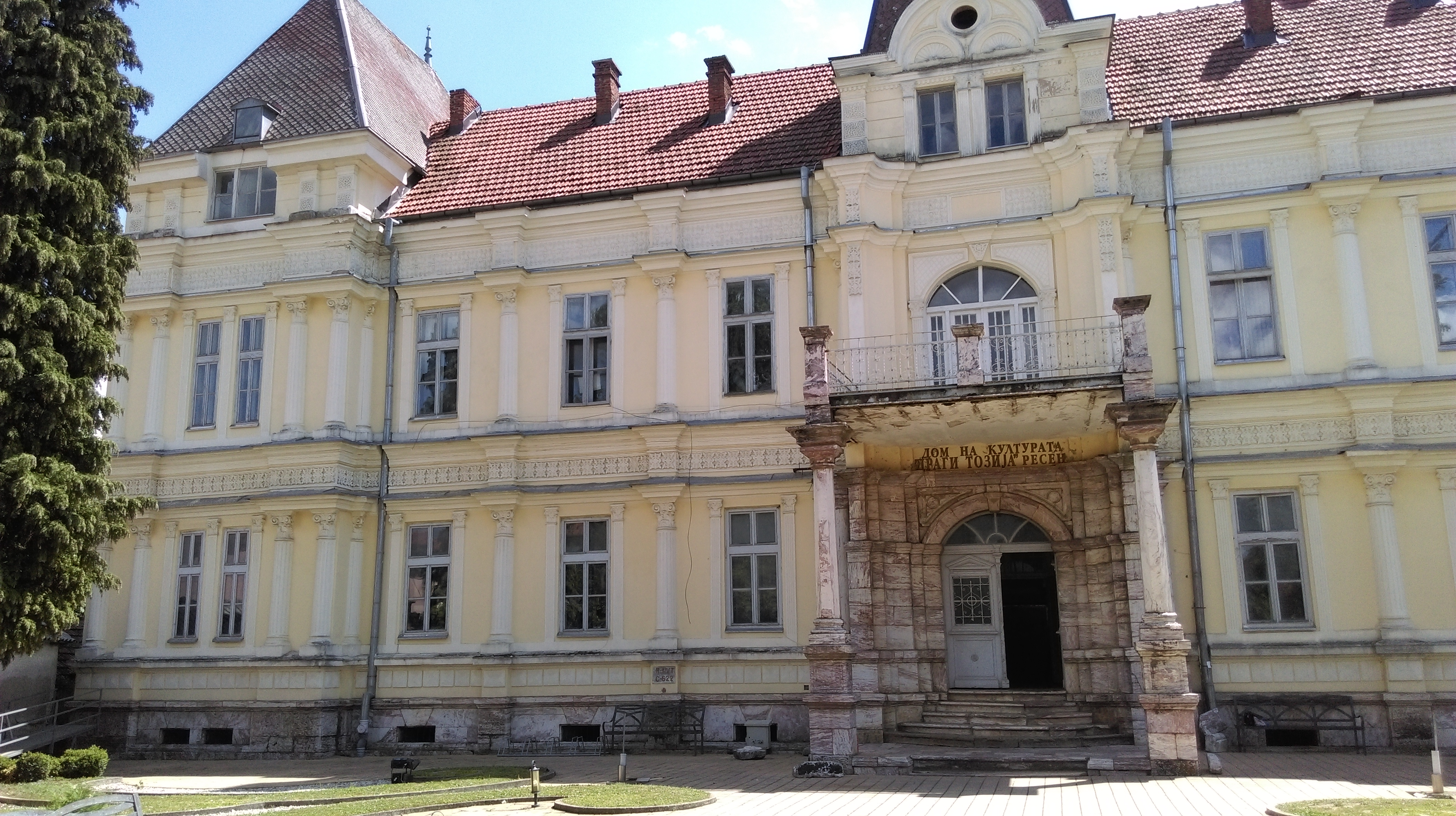
Le Saraj.